# Prijanka Csopra
Priyanka Chopra Jonas (hindiül: प्रियंका चोपड़ा, nyugaton Priyanka Chopra; Dzsamsedpur, 1982. július 18. –) indiai színésznő, énekesnő, filmproducer és a Miss World 2000 szépségverseny nyertese. Mint India egyik legjobban fizetett és legnépszerűbb híressége, Chopra számos díjat kapott, köztük egy Nemzeti Filmdíjat és öt Filmfare díjat. 2016-ban az indiai kormány kitüntette őt a Padma Shri polgári érdemrenddel, és Time a világ 100 legbefolyásosabb embere közé sorolta. 2017-ben és 2018-ban felkerült a Forbes a világ 100 legbefolyásosabb nőjének listájára.

## Életpályája
Noha Chopra eredetileg a légiforgalmi mérnöknek készült, de számos ajánlatot kapott az indiai filmiparból, amelyek a szépségversenyeken elért sikerei eredményei voltak, így elfogadva ezeket, a bollywoodi The Hero: Spy Love Story (2003) című filmben debütált színésznőként. Főszerepet játszott az elsöprő sikerű Andaaz (2003) és Mujhse Shaadi Karogi (2004) filmekben és szakmai elismerést kísérte alakítását, amellyel befutott a szakmában, a 2004-es Aitraaz c. thrillerben. 2006-ban Chopra megalapozta hírnevét mint az indiai filmszakma közkedvelt színésznője, a kiemelkedően sikeres Krrish és Don c. filmekben játszott főszerepeinek köszönhetően, majd késõbb sikereit megismételte a filmek folytatásaiban. Rövid visszaesést követően 2008-ban karrierje újra fellendült két szerepe jóvoltából, melyek a 2008-as Fashion c. filmben játszott zaklatott modell karaktere, mellyel elnyerte a Legjobb Színésznőnek járó Nemzeti Filmdíjat, és a Dostana-ban (2008) játszott vonzó újságírónő karaktere voltak. Chopra szélesebb körben is elismertté vált miután számos különböző karaktert is megtestesített a Kaminey (2009), a 7 Khoon Maaf (2011), a Barfi! (2012), Mary Kom (2014) és Bajirao Mastani (2015) c. filmekben. 2015-től 2018-ig Alex Parrish karaktereként szerepelt az ABC thriller-sorozatában, a Quantico-ban, ezzel ő lett az első dél-ázsiai színész aki, egy amerikai drámasorozat főszereplője lett. Chopra azóta mellékszerepeket kapott a Baywatch (2017) és a Hát nem romantikus? (2019) hollywoodi vígjátékokban, és a Hindi mozikba is visszatért a The Sky Is Pink (2019) c. filmben játszott főszerepével.
Jótékonysági munkája részeként, Csopra 2006 óta dolgozik az UNICEF szervezetével és 2010-ben, illetve 2016-ban is kinevezték az UNICEF gyermekjogi jószolgálati nagykövetének. Számos társadalmi ügyet támogat, többek között a környezet, az egészség és az oktatás, valamint a nők jogainak ügyét, emellett a nemek közötti egyenlőség és a feminizmus szószólója is. Zenei karrierje során három szóló albumot jelentetett meg. Alapítója a Purple Pebble Pictures produkciós társaságnak is, amely az elismert Marathi film, a Ventilator (2016) forgalmazója. Igyekezetei ellenére Chopra képernyőn kívüli élete is jelentős médialefedettség tárgyát képezi. 2018-ban házasságot kötött az amerikai énekes és színész Nick Jonas-szal.
Prijanka Csopra 1982. július 18-án született Dzsamsedpurban, Bihár államban (a mai Dzshárkhandban) Ashok és Madhu Chopra lányaként, akik mindketten orvosként dolgoztak az indiai hadseregben . Apja ambalai származású pandzsábi hindu volt. Anyja, Dzshárkhand-ban született, Madhu Jyotsna Akhouri, a bihári Törvényhozó Közgyűlés volt tagja, és Dr. Manohar Kishan Akhouri, volt kongresszusi veterán legidősebb lányaként. Elhunyt anyai nagyanyja gyakorló jakobita szír keresztény volt eredeti nevén Mary John , aki a kumarakomi Kavalappara családhoz tartozott a Kottayam tartományban melyet házassága előtt Keralanak neveztek. Choprának egy öccse van, Siddharth, aki hét évvel fiatalabb nála  és az unokatestvérei Parineeti Chopra, Meera Chopra és Mannara Chopra ugyancsak színésznők. Szülei foglalkozása miatt a család számos helyre költözött Indiában, ideértve Delhit, Csandígarh-t, Ambalát, Ladakot, Lakhnaut, Barelit és Púnát . Számos iskolában tanult élete során, amik között szerepelt a lakhnaui La Martiniere lányiskola  és a bareli St. Maria Goretti iskola. Egy a Daily News and Analysis napilapban közzétett interjúban Chopra elmondta, hogy nem bánta a rendszeres utazást és az iskolaváltást; új tapasztalatként fogta fel és lehetőségként arra, hogy felfedezze India multikulturális társadalmát . A számtalan lakhely közül Chopra a Leh völgyeiben töltött gyerekkorára emlékszik vissza a legszívesebben, ami a hideg észak-nyugati sivatagi régióban, Dzsammu és Kasmír államban helyezkedik el. Ahogy elmondta: "Azt hiszem, hogy a negyedik osztályba jártam amikor Leh-ben voltam. Az öcsém éppen akkor született. Apám a hadseregben volt, és odaküldték. Csak egy évet voltam Leh-ben, de az emlékeim erről a helyről nagyon erősek...Mindannyian katona gyerekek voltunk ott. Nem házakban éltünk, hanem a völgyben lévő bunkerekben laktunk, és egy domb tetején volt egy sztúpa, amely a völgyünkre nézett. Mindig versenyeztünk a többiekkel a sztúpa tetejéig." Manapság Barelit tekinti szülővárosának, és erős kötelékek fűzik őt oda.
Tizenhárom éves korában Chopra az Egyesült Államokba költözött a nagynénjéhez, hogy ott tanuljon, először Newton, Massachusetts-ben, majd Cedar Rapids, Iowa-ban egy Queens, New York-i állomás után, mivel a nagynénje családja is gyakran költözött. Massachusettsben számos színházi produkcióban szerepelt, és nyugati klasszikus zenét, a kóruséneket és a Kathak táncot tanult. Tinédzseréveiben az Egyesült Államokban Chopra néha faji alapú megkülönböztetéssel szembesült, és egy afro-amerikai osztálytársa zaklatta indiai származása miatt. Elmondása szerint: "Esetlen gyerek voltam alacsony önbizalommal, szerény középosztálybeli háttérrel és fehér foltokkal a lábamon...De rohadt szorgalmas voltam. Ma a lábaim 12 márkát reklámoznak" .
Három év után Chopra visszatért Indiába, ahol utolsó középiskolai évét  a az Army Public School-ban fejezte be Bareli városában  .Ebben az időszakban megnyerte a helyi "May Queen" szépségversenyt , miután csodálók üldözték mindenhol, így családja kénytelen volt rácsokat szerelni otthonukra Priyanka védelme érdekében. Anyja ezután benevezte a 2000-es Femina Miss India versenyre; ahol második lett,  elnyerve ezzel a Femina Miss India World címet. A következő szépségverseny a Miss World, ahol elnyerte a Miss World 2000 és a Miss World A Kontinens Szépe-Ázsia és Óceánia címeket is. Chopra volt az ötödik indiai származású versenyző, aki megnyerte a Miss World címet, és negyedik hét éven belül. Felvételt nyert a főiskolára, de a Miss World-ön elért első hely után távozott. Chopra elmondta, hogy a Miss India és a Miss World címek hozták számára az elismerést és ezek után, záporozni kezdtek az ajánlatok filmes szerepekre.
Chopra ezután tovább ment a Miss World oldalán, ahol 2000. november 30-án Londonban, a Millennium Dómban Miss Miss 2000 és a Miss World Continental szépségkirálynője lett – Ázsia és Óceánia . Chopra volt az ötödik indiai versenyző, aki megnyerte a Miss World-et, és hetedik évben negyedik. Felvételt nyert a főiskolára, de a Miss World nyertese megnyerése után távozott. Chopra elmondta, hogy a Miss India és a Miss World címek felismerték őt, majd a film szerepekre kezdett ajánlatokat szerezni.

## Színészi karrier
Miután megnyerte a Miss India World-t, Chopra főszerepet kapott Abbas-Mustan romantikus thrillerében, a Humraaz-ban (2002), amely első filmes bemutatkozása lett volna. Ez azonban sosem valósult meg több okból kifolyólag: Chopra állítása szerint a produkció összeférhetetlen volt az időbeosztásával, míg a producerek szerint azért kerestek új színészt a szerepre, mert Chopra több másik kötelezettséget is elvállalt ezzel egy időben. A filmes szakmában végül 2002-ben debütált a Thamizhan c. filmben Tamil rendezésében, amiben a főszereplő szerelmét játszotta, Vijay oldalán. A The Hindu című kiadványban megjelent kritika magasztalta a film humorát és dialógusait, azonban Chopra szerepét színészileg korlátozónak találta.
2003-ban volt Chopra első bollywoodi bemutatkozása Sunny Deol és Príti Zinta színésznők mellett, Anil Sharma The Hero: Love Story of a Spy c. filmjében. A film hátteréül a Kashmirban állomásozó indiai katonaság szolgál, ahol egy ügynök terrorizmus elleni harcának története bontakozik ki. A The Hero volt az egyik legsikeresebb bollywoodi film abban az évben, de a kritikusoktól vegyes értékeléseket kapott. Derek Elley (Variety) szerint ez volt "a bombázó Chopra erős első bemutatkozása a képernyőn". Ugyanebben az évben szerepelt Raj Kanwar elsöprő sikerű Andaaz c. filmjében Akshay Kumar oldalán, ismét megosztva a főszerepet (ezúttal a debütáló Lara Dutta-val). Chopra egy eleven fiatal lányt játszott, aki beleszeret Kumar karakterébe. A Hindustan Times kiemelte a bájt, amit Chopra a szerepébe csempészett; és a Sify újságírója, Kunal Shah dicsérte teljesítményét és kijelentette, hogy "minden tulajdonsággal rendelkezik, hogy sztár legyen". Alakítása elnyerte a Legjobb Új Női Főszereplőnek járó Filmfare díjat (Dutta-val együtt) és a Legjobb Női Mellékszereplőnek járó címet is.
Chopra első három 2004-es filmje – a Plan, a Kismat és az Asambhav – gyengén szerepeltek a mozikban. Choprát általában ebben a korábbi időszakban csak "szépség hányadosként" alkalmazták filmekben, olyan szerepekben, amelyeket Joginder Tuteja filmkritikus "felejthetőnek" tartott. Ugyanebben az évbben Szalmán Han és Akshay Kumar oldalán szerepelt David Dhawan romantikus vígjátékában, a Mujhse Shaadi Karogi- ban.
2004 végén Kumar és Kareena Kapoor mellett szerepelt Abbas-Mustan thrillerében, Aitraaz címmel. Chopra első antagonista szerepét,Soniya Royt, egy ambiciózus nőt, aki alkalmazottját szexuális zaklatással vádolja, tekinti "karrierje legnagyobb tanulási tapasztalatának". A film mind szakmailag, mind üzletileg sikeres lett és Chopra alakítása szalmai elismerést kapott. Rini Bhattacharya szerző úgy gondolja, Chopra ezzel visszahozta a csábító nőt a filmvászonra. A Hindustan Times olyan filmként említette, amely jelentősen megváltoztatta a színésznő karrierjét. Egy a BBC-nek író kritikus így fogalmazott: „Az Aitraaz Priyanka Chopra filmje. Ez a fenségesen gonosz, aranyásó, cselszövő és csábító nő minden jelenetet a magáévá tesz elragadó színpadi jelenlétével.”  Filmfare díjat nyert a Legjobb Alakításért egy Negatív Szerepben, így második és utolsó színésznő lett, aki Kajol után elnyerte ezt a díjat (a kategóriát 2008-ban megszüntették). Chopra emellett jelölést kapott a Legjobb Női Mellékszereplőért járó Filmfare díjra és a Producers Guild Film díjra ugyanebben a kategóriában.

### Fellendülés (2005–2006)
2005-ben Chopra hat filmben szerepelt. Első két filmje, a Blackmail és Karam c. akció-thrillerek, üzleti szempontból sikertelenek voltak. Shilpa Bharatan-Iyer (Rediff.com) a Blackmailt nagyon kiszámítható filmnek tartotta, és úgy vélte, hogy szerepe, mint a rendőri biztos felesége színészi szempontből nagyon korlátozó volt. A Karamban való szereplése jobban elnyerte a nézők tetszését, Subhash K. Jha szerint Chopra "a magas színvonalú dráma kiegyensúlyozott értelmezésével, kiválóan szerepel és olyan karaktert hoz létre, amelynek sebezhetőségét és szépségét a karakteréhez létrehozott belső és külső világ is egyaránt támogatja". Ugyanebben az évben Chopra Akshay Kumar feleségét játszotta a Vipul Amrutlal Shah családi drámájában, a Waqt: Verseny az idővelben, amely egy kis üzletember története (Amitábh Baccsan alakításában), aki a betegségét rejtegetve még tanítana pár leckét felelőtlen fiának halála előtt. A forgatás során Chopra újra meglátogatta Leh-t, a gyermekkori kedvenc lakhelyét, a "Subah Hogi" dal forgatása alkalmából. Balesetet szenvedett a "Do Me A Favor Let's Play Holi" dal forgatása során, amikor áramütés érte, miután egy napot kórházban kellett töltenie. A film elnyerte a kritikusok elismerését és a mozikban is jól teljesített.
Ezután Arjun Rampal mellett játszott a Yakeen c. romantikus rejtély-thrillerben, egy birtokló szerető szerepét ábrázolva. A film szakmailag vegyes kritikákat kapott, azonban alakítása elnyerte a szakma tetszését. Taran Adarsh azt írta, hogy Chopra "ismét győzelemre számíthat [...] a színésznő az egyik legkiválóbb tehetség ezekben a gyorsan változó időkben". Következő alakítása Suneel Darshan Barsaat című romantikus filmjében volt, Bobby Deol és Bipasha Basu színészek mellett. A film Indiában mind szakmailag mind pénzügyileg kudarcot vallott, de a tengerentúli piacon jobban teljesített. Chopra alakítása vegyes bírálatokat kapott, a Bollywood Hungama "gépies"-ként írta le. A Rediff.com azonban Choprát úgy írta le, mint "a nyugodt intelligencia megtestesítője, aki a kellő mértéktartással játszotta a szerepét a tökéletességig". Később ebben az évben Rohan Sippy őt, Abhisek Baccsant, Ritesh Deshmukhot és Nana Patekart választotta a Bluffmaster! c. vígjáték főszereplőiként. Chopra egy független dolgozó nőt, Simran Saxena karakterét alakította, Bachchan szerelmét a filmben. A film nagy sikernek örvendett a mozikban.
Miután a 2006-os évet különleges megjelenésekkel nyitotta három filmben is, Chopra szerepelt Rakesh Roshan szuperhős filmjében, a Krris-ben (a 2003-as Koi...mil gaja tudományos fantasztikus film folytatása). Hritik Rosan, Rekha és Naseeruddin Shah oldalán játszott főszerepet a filmben, egy fiatal televíziós újságírót szerepében, aki terveket sző egy hihetetlen fizikai képességekkel rendelkező ártatlan fiatal férfi kihasználására, ám végül beleszeret. A film az év második legsikeresebb filmje volt Indiában, és több mint 1,17 millió rúpia (17 millió dollár) nyereséget hozott világszerte, így egyértelműen bombasiker lett. Következő filmje az Aap Ki Khatir volt, egy romantikus vígjáték Dharmesh Darshan rendezésében, amiben társszereplői Akshaye Khanna, Ameesha Patel és Dino Morea voltak. Sem a film, sem Chopra előadása nem nyerte el a közönség tetszését. Sukanya Verma (Rediff.com) kijelentette, hogy Chopra alakítása Anu szerepében teljesen "tévesen felvázolt", és karakteréből hiányzott minden következetesség: "először megbízhatatlan, majd hűvös, később érzékeny".
Chopra 2006-os utolsó filmszerepe Farhan Akhtar akció-thrillerében, a Don-ban volt (az 1978. évi azonos című film újragondolása) Sáhruh Khánnal. Chopra Romát alakította (az eredeti filmben Zeenat Aman alakításában), aki csatlakozik az alvilághoz, hogy bosszút álljon Don-on a testvére meggyilkolásáért. Chopra harcművészeti kiképzésben vett részt a filmben betöltött szerepéhez, és mutatványait saját maga vitte véghez. A filmet indiai és tengerentúli közönség is sikernek nyilvánította, 1,05 billió rúpia (15 millió dollár) nyereséggel. Raja Sen, a Rediff.com újságírója, Choprát a film "nagy meglepetésének" találta; úgy vélte, hogy Chopra meggyőzően ábrázolta Romát, mivel "egy akcióra termett nő", és megjegyezte: "Ez egy színésznő, aki hajlandó a végletekig elmenni, és határozott potenciállal rendelkezik arra, hogy mindenkit elvarázsoljon a képernyőn. Nem is beszélve gyönyörű mosolyáról." 

### Visszaesés és újjáéledés (2007–2008)
2008-ban Chopra Harman Bawejával szemben szerepelt apja Love Story 2050 c. filmjében. Chopra kettős szerepet játszott, így kétszer is befestette a haját; egyszer vörösre, a jövőbeli lány karakteréhez, majd feketére a múltbéli lány alakításához. Szakmailag elégtelen volt alakítása; Rajeev Masand nem volt lenyűgözve a Chopra és filmbéli társa közötti kapcsolattól, megjegyezve, hogy karaktere "nem kelt se vonzást, sem együttérzés". Ezután a God Tussi Great Ho c. vígjátékban jelent meg, egy TV riporter szerepében Salman Khan, Sohail Khan és Amitabh Bachchan mellett. Ezután Chopra egy óvonő karakterébe bújva szerepelt a Chamkuban, Bobby Deol és Irrfan Khan oldalán, és Sonia szerepét játszotta Goldie Behl fantasy-szuperhős filmjében, a Drona-ban Abhishek Bachchan és Jaya Bachchan mellett. Drona, amelyet széles körben kritizáltak a speciális effektusok túlzott alkalmazása miatt, volt Chopra egymást követő hatodik filmje, mely szakmailag és pénzügyileg is kudarc volt, bár Sukanya Verma (Rediff.com) kijelentette, hogy Chopra a filmben megjelenített számos meggyőző akcióhősi képességet. A kritikusok ekkor általában úgy vélték, hogy karrierje véget ért.
A rossz fogadtatásban részesült filmek sora megszakadt, amikor Chopra elvállalt egy szerepet Madhur Bhandarkar Fashion c. drámájában az indiai divatiparról, mely számos divatmodell életét és karrierjét mutatja be. Az ambiciózus szupermodell Meghna Mathur karakterét alakította, amelyet eredetileg nem talált elég mélynek, de hat hónapos mérlegelés után elfogadta a szerepet, amelyet Bhandarkar teljességgel neki szánt. A szerep kedvéért Chopra 6 kilógrammot szedett fel, amit a film során folyamatosan leadott, ahogy karaktere előrehaladt a filmben. Mind a film, mind az alakítása szakmai elismerést kapott, és a film karrierjének jelentős fordulópontjává vált. Rajeev Masand azt írta: "Priyanka Chopra olyan tiszteletreméltó alakítást nyújtott, ami elkerülhetetlenül a valaha volt legjobbja lesz."  Előadásáért számos díjat nyert, köztük a Legjobb Színésznőnek járó Nemzeti Filmdíj, a Filmfare Díj, IIFA Díj és Screen Díjátadó díjait; az év színészének járó Stardust díjat női kategóriában (a Dostana-val); valamint a Producers Guild Film Díj Legjobb Női Főszereplőnek járó elismerését. A világszerte 600 millió rúpiát elért bevételével, a Fashion óriási üzleti sikert ért meg, és Subhash K. Jha a tíz évtized egyik legjobb női főszereplős filmjeként sorolta be. Kiemelték pénzügyi sikereit annak ellenére, hogy nő-központú film volt, férfi főszereplő nélkül. Visszamenőleg azt mondta: "Azt hiszem, a Fashion valójában elindította... a női főszereplős filmek folyamát. Ma már olyan sok film van női főszereplőkkel, amelyek jól teljesítenek. " 
Chopra utolsó filmje az évben a Dostana romantikus vígjáték volt Tarun Mansukhani rendezésében, Abhishek Bachchan és John Abraham társszereplőkkel. A Miamiban játszódó film a karaktere és a két férfi közötti barátság történetét meséli el, akik úgy tesznek, mintha melegek lennének, hogy megoszthassanak vele lakást. Chopra egy stílusos, fiatal divat magazin szerkesztő, Neha karakterét játszotta, aki próbál megküzdeni munkája kihívásaival. A Dharma Productions oltalma alatt készült film pénzügyi sikert aratott, világszerte több 860 millió rúpia (12 millió dollár) nyereséget hozott. Chopra filmbéli alakítása és megjelenése is csodálat tárgyát képezték.

### Kísérletezés szokatlan szerepekkel (2009–2011)
2009-ben Chopra a harcias marathi származású nőt, Sweety-t játszotta Vishal Bhardwaj thrillerében, a Kaminey-ben (Shahid Kapoorral egyetemben), ami egy ikerpár életét és utazását jeleníti meg az alvilágba. A film szakmai elismerésnek örvendett, és pénzügyileg is sikeres lett a világszerte szerzett 710 millió rúpiás (10 millió dolláros) nyereségével. Nikhat Kazmi, a The Times of India újságírója úgy gondolta, hogy Chopra szerepe teljesen újragondolta önmagát ebben a szerepben, Rajeev Masand pedig azt írta: "Egy kisebb szerepben is örömteli meglepetést okoz [Chopra], aki sorait folyékony marathi nyelvvel díszíti, és a film egyik legszerethetőbb karaktereként jelenik meg."  Raja Sen, a Rediff.com újságírója Chopra alakítását nevezte a legjobbnak, amit abban az évben színésznőtől láthatott a közönség. Szerepe több díjat és jelölést is hozott neki, köztük a Legjobb Női Főszereplőnek járó Producers Guild Film Díj elismerését immár két egymás követő évben, a Fashion-ben nyújtott alakítása után; valamint három jelölést a Filmfare, a Screen és az IIFA díjátadókon a Legjobb Színésznő kategóriájában.
Chopra később megjelent Ashutosh Gowariker romantikus vígjátékában a What's Your Raashee? c. filmben, ami Madhu Rye Kimball Ravenswood c. regényén alapul. A film egy Amerikában élő gujrati indiai származású férfi történetét meséli el, aki a lelki társát próbálja megtalálni 12 lány közül (mindegyik Chopra alakításában), akik a 12 állatövi jegyet testesítik meg. A filmben nyújtott teljesítményéért jelölték A Screen Díj Legjobb Színésznő kategóriájára. Azt is fontolóra vették, hogy bekerüljön a Guinness World Records könyvbe, mivel ő volt az első színésznő, aki 12 különálló szereplőt ábrázolt egy filmben. Chopra kemény munkabeosztása – több produkció forgatása, promóciós munkákra való utazás és több élő show-ban való fellépés (beleértve a Miss India szépségversenyt is) – teljesen leterhelte a színésznőt; így forgatás közben elájult, és kórházba került.
2010-ben a Chopra Uday Choprával szerepelt Jugal Hansraj figyelemre méltó romantikus vígjátékában, a Pyaar Impossible! -ban mint Alisha, egy gyönyörű főiskolás lány (és később egy dolgozó anya), aki beleszeret egy stréber fiúba. Ugyanebben az évben együtt szerepelt Ranbir Kapoorral Siddharth Anand romantikus vígjátékában, Anjaana Anjaani-ban . A film, amely New Yorkban és Las Vegasban játszódik, két idegen történetét követi, akik mindketten öngyilkosságot próbálnak végrehajtani majd végül egymásba szeretnek. A film mérsékelt pénzügyi sikereket ért el, és a kritikusoktól is vegyes értékeléseket kapott.
Első 2011-es filmjében a végzet asszonyát alakította, Vishal Bhardwaj fekete humorú vígjátékában, a 7 Khoon Maaf-ban. A film Ruskin Bond "Susanna hét férje" című novelláján alapszik és a 7 Khoon Maaf Susanna Anna-Marie Johannes, anglo-indiai nő (Chopra alakításában) történetét meséli el, aki egy végtelen szerelem utáni kutatás során meggyilkolja mind a hét férjét. A film és filmbéli alakítása elnyerte a kritikusok tetszését. Nikhat Kazmi megjegyezte: " 7 Khoon Maaf kétségkívül mérföldkőnek számít a Priyanka Chopra karrierjében. A színésznő kifinomultan játssza ezt a komplex karaktert, amely minden bizonnyal az első hasonló az indiai mozikban."  Aniruddha Guha a Daily News and Analysis kritikusa szerint: "Priyanka Chopra olyan karaktert ábrázol, amely kortársai nagy részét megijesztené, és ezt olyan módon valósítja meg, amelyre csak ő képes. Egy ilyen sokszínű női karakter, mint Susanna egy életben csak egyszer adatik meg és Chopra úgy ragyog benne, mint még soha. "  Chopra alakítása elnyerte a Filmfare Critics díjátadó Legjobb Színésznő díjára való jelölést, valamint a Filmfare-díj, az IIFA-díj, a Producer Guild Film-díj és a Screen Award Legjobb Színésznőnek járó díját.[97]
Chopra évének utolsó szereplése, újra Roma karaktereként volt Don franchise második részében, a Don 2-ben. Noha a film fogadtatása vegyes volt , Chopra alakítása pozitív visszajelzést kapott a kritikusoktól. Az The Express Tribune szerint "Chopra... tökéletes választásnak tűnik egy akcióhősnő szerepére. Miközben azt látod, ahogy könnyedén elbánik pár gengszterrel a filmben, rájössz, hogy ő lehet az első igazi női akcióhős Bollywoodban. "  A Don 2 jelentős sikert aratott Indiában és a tengerentúlon is, több, mint 2,06 milliárd rúpia (30 millió dollár) nyereséggel világszerte.

### A Barfi!és aMary Komutáni elismerés (2012–2014)
Chopra első 2012-es filmje az Agneepath c. akciódráma volt Karan Malhotra rendezésében, melyben Hrithik Roshan, Szandzsaj Dutt és Rishi Kapoor mellett szerepelt . Karan Johar, a producer apja 1990-es azonos című filmjét álmodta újra. A produkció során bekövetkező számos baleset egyikében Chopra lehengája (egy népviseleti szoknya) felgyulladt, miközben egy a Ganpati fesztiválon játszódó jelenetet forgattak. Kaali Gawde karakterét, Roshan beszédes szerelmét játszotta a filmben. Mayank Shekhar megjegyezte, mennyire kiemelkedett Chopra a férfiak által uralt filmben. Az Agneepath megdöntötte Bollywood legnagyobb nyitó napi kereseti rekordját, és világszerte 1,93 milliárd rúpiás (28 millió dolláros) nyereséggel zárt. Chopra Shahid Kapoorral együtt szerepelt Kunal Kohli romantikus filmjében, a Teri Meri Kahaani-ban. A film három, különböző korban élő, egymástól független párok (mindegyikét Kapoor és Chopra játssza) történetével foglalkozik.

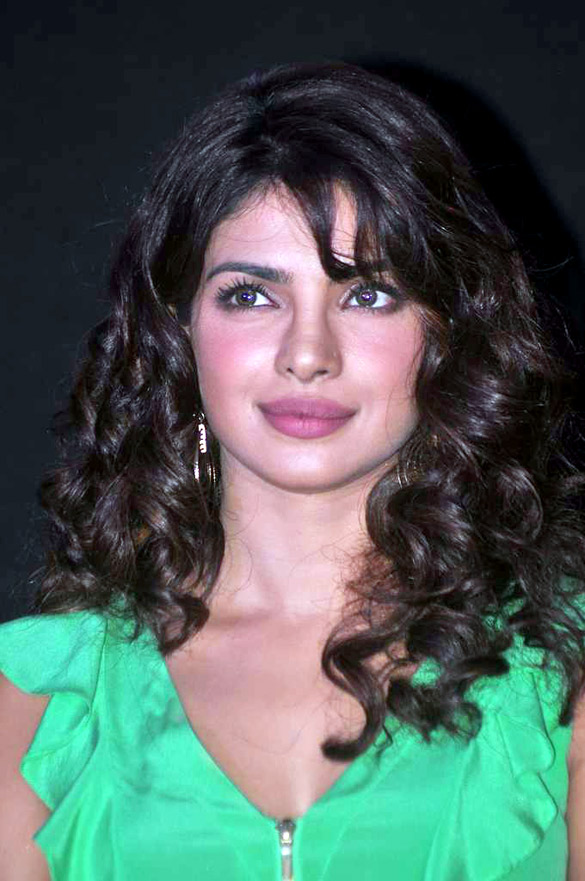
Chopra a Barfi! promóciós rendezvényén

Anurag Basu Barfi! c. filmje, Ranbir Kapoorral és Ileana D'Cruzzal, volt az utolsó 2012-es alakítása. Az 1970-es években játszódó film három ember történetét meséli el, akik közül kettő fizikai fogyatékossággal él. Chopra Jhilmil Chatterjeet, egy autista nőt játszott, aki beleszeret egy siket és néma emberbe (Kapoor). Rituparno Ghosh, az elismert rendező úgy gondolta "nagyon, nagyon bátor" hogy elvállalta ezt a szerepet, figyelembe véve, hogy egy autizmussal rendelkező nő meggyőző ábrázolása mekkora kihívást jelent egy színésznek. A szerepre való felkészülésként Chopra ellátogatott több szociális intézménybe, és időt töltött autista emberekkel. A film szakmai elismerést ért el , és pénzügyileg is jövedelmező volt 1,75 milliárd rúpia nyereséggel világszerte. Rachit Gupta, a Filmfare kritikusa Chopra-t a film "meglepetés csomagja"-ként írta le és előadását pedig úgy jellemezte, mint "az [autizmus] legjobb ábrázolása az indiai filmvásznon". Pratim D. Gupta (The Telegraph) megjegyezte, hogy Kapoor és Chopra az indiai képernyőn látott legkiválóbb alakításokat nyújtották, bár a maga részéről "egy kicsit kirívónak" találta. Chopra jelöléseket kapott a Filmfare, a Screen, az IIFA és a Producer Guild Film díjátadók Legjobb Színésznő kategóriáiban. A filmet kiválasztották, mint India indulóját a 85. Oscar-díj versenyén. A Don 2, az Agneepath és a Barfi! addigi idők legsikeresebb Bollywood-filmek közé tartozott.
2013-ban, ő kölcsönözte Ishani hangját, aki a pán-ázsiai bajnok Indiából és a főhős szerelme a Disney Animation Studios Planes c. meséjében, ami a Pixar Cars sorozatának spinoffja. Chopra, a Disney filmek rajongója, és nagyon élvezte, hogy hangját adhatta a karakterhez kiemelve, hogy: "Azt hiszem, a legközelebb, ahogy a Disney hercegnővé váláshoz kerülhettem, Ishani volt". A film pénzügyileg jövedelmező volt, világszerte körülbelül 240 millió dollár nyereséget hozott. Egy az országon kívül élő indiai lányt játszott Apoorva Lakhia kétnyelvű akciódrámájában, a Zanjeerben (Thoofan telugu nyelven), ami az 1973-as azonos című Hindi film alapján készült, amely gyengén szerepelt a kritikusoknál, és sikertelen volt a mozikban is. Chopra ezt követően újra magára öltötte Priya szerepét Rakesh Roshan filmjében a Krrish 3-ban – ami a 2006-os szuperhős film, a Krrish folytatása – Hrithik Roshan, Vivek Oberoi és Kangana Ranaut mellett. A kritikusok szerint, Chopra szerepe a filmben kicsi, valamint Saibal Chatterjee (NDTV) úgy fogalmazott, hogy "egy vázlatosan írt szerepet kapott, és abba a helyzetbe kényszerítették, hogy kivárja amíg a cselekmény kibontakozik". A film nagy siker lett a mozikban, több 3 milliárd rúpia (43 millió dollár) nyereséget hozva világszerte, így Chopra addigi a legnagyobb üzleti sikere és az elmúlt két év negyedik nagysikerű filmje lett. Ezen kívül megjelent a "Ram Chahe Leela" című betétdalban a Sanjay Leela Bhansali által rendezett Goliyon Ki Raasleela Ram-Leela c. filmben . A dalban, amelyet négy napon át gyakoroltak, Chopra kortárs mujra táncot járt, amely számos bonyolult tánclépést tartalmaz.
2014-ben Chopra játszotta a női főszerepet a Yash Raj Films romantikus akciódrámájában, a Gunday-ban, Ali Abbas Zafar rendezésésben, Ranveer Singh, Arjun Kapoor és Irrfan Khan mellett. Nanditát, egy kalkuttai kabaré- táncost alakított. Az 1970-es években játszódó film két legjobb barát a történetét meséli el, akik mindketten beleszeretnek Nanditába. A Gunday sikeresnek bizonyult a mozikban, több 1 milliárd rúpia (14 millió dollár) nyereséggel világszerte. Chopra következő főszerepe a címadó karakter volt a Mary Kom c. filmben, az ötszörös boksz világbajnok és olimpiai bronzérmes Mary Kom életrajzi filmjében. A szerepre való felkészülés során időt töltött a Kommal és egy négy hónapos bokszképzést is kapott. A film premierje a 2014-es torontói Nemzetközi Filmfesztiválon kapott helyet, a film pozitív visszajelzéseket kapott a kritikusoktól és alakítását szakmailag elismerték. Deborah Young, a The Hollywood Reporter újságírója kritizálta a film forgatókönyvet, de dicsérte Chopra "színésznői tehetségét, amivel túllendül az ilyen vacak kompozíciókon is, és mindennek ellenére valódi érzelmeket jelenít meg a képernyőn". Outlooknak író Namrata Joshi szerint Chopra őszinte és komoly alakítása kiemelte Kom „határozottságát, valamint sebezhetőségét és bizonytalansát is”, Mary Kom óriási sikert aratott és nyeresége 1,4 milliárd rúpia (15 millió dollár) volt. Chopra elnyerte a Legjobb Színésznőnek járó Screen Award díjat, a Producer Guild Film Award Legjobb Női Főszereplő kategóriáját, és újabb jelölést kapott a Filmfare díj Legjobb Színésznőnek járó elismerésére.
2015-ben a Chopra szerepelt Zoya Akhtar Dil Dhadakne Do c. komikus drámájában Anil Kapoor, Shefali Shah, Ranveer Singh, Anushka Sharma és Farhan Akhtar mellett. A film egy diszfunkcionális pandzsábi család (a Mehrák) történetét meséli el, akik családjukkal és barátaikkal hajós körútra indulnak, hogy megünnepeljék a szülők 30. esküvői évfordulóját. Ayesha Mehra, egy sikeres vállalkozó és a legidősebb gyermek szerepét alakította a filmben. Pratim D. Gupta a The Telegraph kritikusa azt írta Chopraról, hogy „a megfelelő testbeszédétől a kimért mondataiig [...] megmutatja, hogy milyen mélységet tud sorainak és karaktereinek kölcsönözni manapság."  Shubhra Gupta, az Indian Expresstől, ezzel szemben megjegyezte, hogy ideje volt , hogy "kicsit rendetlen legyen: minden eddigi szerepe, ahol egy hajszála sem lehetett rossz helyen, korlátozta őt". A Dil Dhadakne Do szereplői megnyerték a Legjobb Szereplőgárdának járó képernyődíját, Choprát pedig Screen, IIFA és Producer Guild Film Nagydíjakra jelölték a legjobb színésznő kategóriájában.

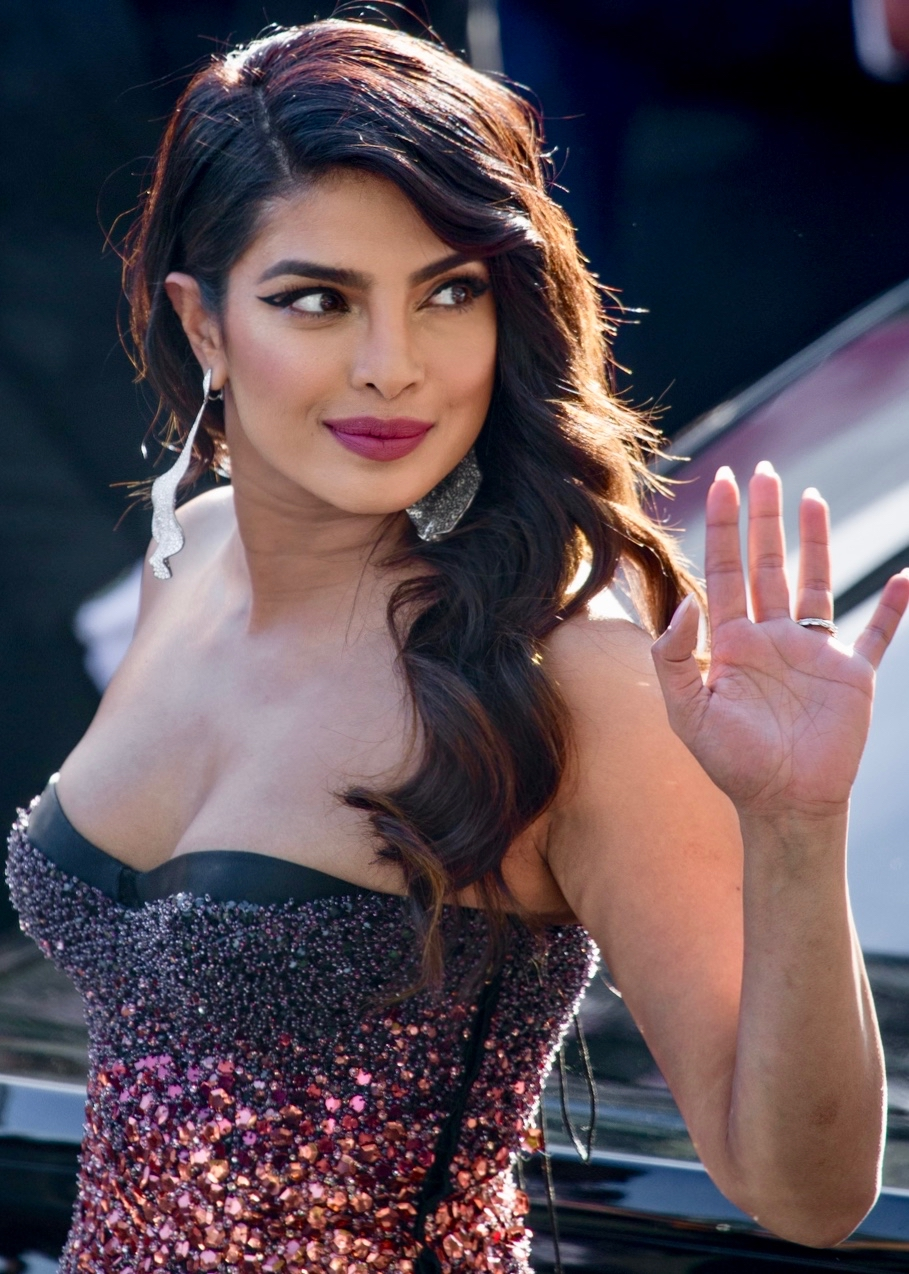
Chopra a 2019. évi Cannes-i filmfesztiválon

Chopra aláírt egy megállapodást az ABC Studiosszal, majd később az amerikai thriller sorozatban, a Quantico-ban szerepelt, mint Alex Parrish. A sorozatot 2015. szeptember 27-én mutatta be az ABC-n, így Chopra lett az első dél-ázsiai színésznő, aki egy amerikai hálózati drámasorozat sztárja lett. A sorozat pozitív értékeléseket kapott a televíziós kritikusoktól, és Chopát dicsérték alakításáért. James Poniewozik, a New York Times újságírója Choprát a sorozat "legnagyobb erőssége" ként írta le, és hozzátette, hogy "azonnal karizmatikus és parancsoló karaktere van". A Quantico- ban nyújtott alakításáért elnyerte a People's Choice Díj Kedvenc Színésznő egy új TV sorozatban kategória díját, és így az első dél-ázsiai színésznő lett, aki elnyerte a People's Choice díját. A következő évben Chopra egy második People's Choice díjat nyert a Kedvenc drámai TV-színésznő kategóriában. A Quantico- t három évad után 2018-ban törölték.
Chopra a következő filmjében Kashibait, a maratha tábornok Peshwa Bajirao I első feleségét ábrázolta Sanjay Leela Bhansali epikus történelmi romantikus drámájában, a Bajirao Mastani-ban. A film pozitív értékelésekkel indított, és elismerést váltott ki Chopra alakítása is, amelyet sokan a legjobb alakításának tartanak a mai napig. Rajeev Masand írta a filmről: "A film nagyban profitál abból a játékosságból és humorból, amit Chopra hoz Kashibai karakterébe. Chopra bájt kölcsönöz a karakternek, és gyakorlatilag ellopja a filmet."  Raja Sen filmkritikus úgy gondolta, hogy Chopra annak ellenére, hogy nem a címadó karakter, mégis övé a film, és azt írta: "Chopra káprázatos a szerepében, az értelmesen kifejező szemeivel sokat elmond és félrebeszélés nélküli marathi ritmusa kirobbanó."  Nagy üzleti sikerként a Bajirao Mastani 3,5 milliárd rúpia (51 millió dollár) nyereséget hozva a mozikban, India minden idők legsikeresebb filmjévé vált. Alakításáért elnyerte a Filmfare az IIFA és a Screen Díjak a Legjobb Női Mellékszereplőnek járó elismerését, és jelölést kapott a Producer Guild Film Díj a Legjobb Színésznő kategóriájában.
2016-ban Chopra rendőrként szerepelt Prakash Jha Jai Gangaajal c. társadalmi drámájában. A The Hindu újságírója, Namrata Joshi azt gondolta, hogy Chopra "színtelen, érdektelen és nem vesz részt a film nagy részében."  Kereskedelmi szempontból sem teljesített jól a film. Ezután a Purple Pebble Pictures produkciós társasága oltalma alatt elkészítette a marathi vígjáték-drámát, a Ventilatort amely három díjat is nyert a 64. Nemzeti Filmdíjátadón. A következő évben, Chopra debütált az első hollywoodi élő-szereplős filmjében, amiben az antagonista Victoria Leeds-et játszotta Seth Gordon Baywatch c. akciókomédiájában, Dwayne Johnson és Zac Efron mellett. A produkció kedvezőtlen kritikákat kapott. Scott Mendelson, a Forbes kritikusa azt írta, hogy: "Chopra elszórakozik, mint gonosz, de egészen a film végéig a háttérben marad, és akkor is csak egy nagy jelenetet kap."  A Baywatch nem volt kereskedelmi siker Észak-Amerikában, de a film jobban teljesített a tengerentúli piacokon. A 2018. évi Sundance filmfesztiválon bemutatták Chopra következő amerikai filmjét, Jim Parsons és Claire Danes főszereplésével, a nemi önkifejezés sokszínűségéről szóló drámát A Kid Like Jake c. filmet. Amy Nicholson a Variety-tőldicsérte "bájos jelenlétét", de azt gondolta, hogy szerepe keveset ad hozzá a filmhez.
Egy évvel később Chopra újabb mellékszerepet kapott, mint egy jóga-nagykövet Todd Strauss-Schulson Isn't It Romantic c. vígjátékában, amelyben Rebel Wilson játszotta a főszerepet. Dana Schwartz, az Entertainment Weekly kritikusa úgy gondolta, Chopra "tökéletes a szerepre", de Benjamin Lee a The Guardiantől úgy gondolta, hogy "nem volt elég érdekes". 2019 végén visszatért a hindi mozikba, Shonali Bose életrajzi drámájával, a The Sky Is Pink című filmben játszott szerepével, ami Aisha Chaudhary, egy végzetes betegségben szenvedő tinédzser anyjának karaktere volt. A projektnek ő is prodúcere volt, és humor és tragédia keverékével kapcsolódott a történethez. Kate Erbland, az IndieWire újságírója, "rendkívülinek" találta alakítását, mint "a film mozgatórugóját, és keményen beszélő anya medvéjét", Anna M. M. Vetticad pedig kiemelte előadásában a "hihetetlen önuralmat". A film nagy üzleti sikerként jelent meg.

#### Közelgő projektek
Chopra két Netflix sorozatban fog szerepelni legközelebb: Aravind Adiga szatirikus regényének filmes adaptációjában, a The White Tiger-ben és Robert Rodriguez szuperhős filmjében, a We Can Be Heroes-ban. Chopra Mindy Kalinggal egyetemben egy indiai-amerikai esküvőről szóló vígjátékban fog szerepelni, és Vanita Gupta ügyvédet fogja alakítani Gordan tárgyalóteremi drámájában a Tulia című filmben, ami a regény, Tulia: Race, Cocaine, and Corruption (2005) alapján íródott és az azonos nevű városban zajló 1999. évi faji igazságtalansági esetéről szól. Több mint egy tucat különböző nyelvű regionális filmnek gyártásvezetője produkciós cégén keresztül, és jelenleg egy szitkomot készít az ABC-nek , ami Madhuri Dixit életét dolgozza fel, és producere Chopra lesz.

## Filmográfia

### Film
| Év   | Magyar cím                | Eredeti cím                                              | Szerep | Magyar hang        |
| ---- | ------------------------- | -------------------------------------------------------- | --- | ------------------ |
| 2002 |                           | Thamizhan                                                | Priya |                    |
| 2003 |                           | The Hero: Love Story of a Spy                            | Shaheen Zakaria                                                                                                |                    |
| 2003 |                           | Andaz                                                    | Jiya |                    |
| 2004 |                           | Plan                                                     | Rani |                    |
| 2004 |                           | Kismat                                                   | Sapna |                    |
| 2004 |                           | Asambhav                                                 | Alisha |                    |
| 2004 |                           | Mujhse Shaadi Karogi                                     | Rani Singh |                    |
| 2004 |                           | Aitraaz                                                  | Mrs. Sonia Roy                                                                                                 |                    |
| 2005 | Zsarolás                  | Blackmail                                                | Mrs. Rathod |                    |
| 2005 |                           | Karam                                                    | Shalini |                    |
| 2005 |                           | Waqt: The Race Against Time                              | Pooja Padukonia                                                                                                |                    |
| 2005 |                           | Yakeen                                                   | Simar |                    |
| 2005 |                           | Barsaat                                                  | Kajal |                    |
| 2005 |                           | Bluffmaster                                              | Simmi Ahuja |                    |
| 2006 |                           | Taxi Number 9211                                         | |                    |
| 2006 |                           | 36 China Town                                            | Seema |                    |
| 2006 | Alag                      |                                                          | |                    |
| 2006 |                           | Krrish                                                   | Priya |                    |
| 2006 | Bérjegyes                 | Aap Ki Khatir                                            | Anu |                    |
| 2006 |                           | Don – The Chase Begins Again                             | Roma |                    |
| 2007 |                           | Salaam-e-Ishq: A Tribute to Love                         | Kamini |                    |
| 2007 |                           | Big Brother                                              | Aarthi Sharma                                                                                                  |                    |
| 2007 | Om Shanti Om              |                                                          | |                    |
| 2008 |                           | My Name is Anthony Gonsalves                             | |                    |
| 2008 |                           | Love Story 2050                                          | Sana/Zeisha |                    |
| 2008 |                           | God Tussi Great Ho                                       | Alia Kapoor |                    |
| 2008 |                           | Chamku                                                   | Shubhi |                    |
| 2008 |                           | Drona                                                    | Sonia |                    |
| 2008 |                           | Fashion                                                  | Meghna Mathur                                                                                                  |                    |
| 2008 | Barátság                  | Dostana                                                  | Neha Melwani                                                                                                   |                    |
| 2009 |                           | Billu                                                    | |                    |
| 2009 |                           | Kaminey                                                  | Sweety |                    |
| 2009 |                           | What's Your Raashee?                                     | Anjali / Vishakha / Kajal / Hansa / Malika / Pooja / Rajni / Nandini / Bhavna / Jhankhana / Sanjna / Chandrika |                    |
| 2010 |                           | Pyaar Impossible                                         | Alisha Merchant                                                                                                |                    |
| 2010 |                           | Anjaana Anjaani                                          | Kiara |                    |
| 2011 |                           | 7 Khoon Maaf                                             | Susanna |                    |
| 2011 |                           | Don 2                                                    | Roma |                    |
| 2011 |                           | Ra.One                                                   | lány |                    |
| 2012 | Lángokban                 | Agneepath                                                | Kaali Gawde |                    |
| 2012 | Háromszor szerelem        | Teri Meri Kahaani                                        | Radha |                    |
| 2012 |                           | Barfi!                                                   | Jhilmil Chatterjee                                                                                             |                    |
| 2013 |                           | Deewana Main Deewana                                     | Priya |                    |
| 2013 | Shootout at Wadala        |                                                          | |                    |
| 2013 | Bombay Talkies            |                                                          | |                    |
| 2013 | Repcsik                   | Planes                                                   | Ishani (hangja)                                                                                                | Vágó Bernadett     |
| 2013 |                           | Krrish 3                                                 | Priya |                    |
| 2013 |                           | Zanjeer                                                  | Mala |                    |
| 2014 |                           | Gunday                                                   | Nandita |                    |
| 2014 |                           | Mary Kom                                                 | Mary Kom |                    |
| 2015 |                           | Dil Dhadakne Do                                          | Ayesha |                    |
| 2015 |                           | Bajirao Mastani                                          | Kashi Bai |                    |
| 2016 |                           | Jai Gangaajal                                            | Abha Mathur |                    |
| 2016 | A dzsungel könyve         | Le Livre de la jungle                                    | Ká (hindi szinkron)                                                                                            | Bánfalvi Eszter    |
| 2017 | Baywatch                  | Baywatch                                                 | Victoria Leeds                                                                                                 | Bogdányi Titanilla |
| 2018 | Egy olyan srác, mint Jake | A Kid Like Jake                                          | Amal | Bogdányi Titanilla |
| 2019 | Hát nem romantikus?       | Isn't It Romantic                                        | Isabella |                    |
| 2019 |                           | The Sky Is Pink                                          | Aditi Chaudhary                                                                                                |                    |
| 2020 | Mindenkiből lehet hős     | We Can Be Heroes                                         | Miss Granada                                                                                                   | Bogdányi Titanilla |
| 2020 | A Fehér Tigris            | The White Tiger                                          | Pinky |                    |
| 2022 | Mátrix: Feltámadások      | The Matrix Resurrections                                 | Sati | Dobó Enikő         |
| 2023 | Ráadásszerelem            | Love Again                                               | Mira Ray | Bogdányi Titanilla |
| 2024 |                           | Tiger                                                    | narrátor |                    |
| 2024 |                           | An Emperor's Jewel: The Making of the Bulgari Hotel Roma | Önmaga |                    |
| 2025 | Államfők                  | Heads of State                                           | Noel Bisset | Bogdányi Titanilla |

### Televízió
| Év      | Cím      | Szerep       | Megjegyzés |
| ------- | -------- | ------------ | ---------- |
| 2015–18 | Quantico | Alex Parrish | 57 epizód  |
| 2023–   | Citadel  | Nadia Sinh   | 6 epizód   |